# 튀르크 샤히
튀르크 샤히(Turk Shahis) 또는 카불 샤히(kabul Shahis)는 서기 7세기에서 9세기 사이에 오늘날의 카불과 카피사에서부터 간다라에 이르는 지역을 통치했던 서돌궐의 분파이며, 혹은 이전에 튀르크-에프탈의 혼성 집단이거나 아예 에프탈 자체에서 기원한 민족이었을수도 있다. 
간다라 방면의 영토는 동쪽으로 카슈미르와 카나우지와 접해 있었던 것으로 추정된다.
일부 가설에 따르면 560년대부터 일부 서돌궐인들이 트란스옥시아나에서 옥수스를 넘어 점차 남동쪽으로 이동하였는데, 그들은 이후 박트리아와 힌두쿠시를 점령하고 반독립적인 정치체를 형성하였다. 다른 가설은 튀르크 샤히가 인접한 서돌궐계 토하라 야브구의 정치적 확장이었을지도 모른다고 주장한다. 어쨌든 이들은 이전에 있었던 박트리아계의 네자크 훈족을 멸망시키고 그 지역을 차지했다.
튀르크 샤히는 사산 제국이 팽창하는 이슬람 제국에게 정복당했을때 이미 존재하였다. 그뒤 튀르크 샤히는 우마이야 칼리파국, 아바스 칼리파국의 동방 팽창에 대략 250년 이상 저항하다가 9세기 무렵 시스탄에서 일어난 페르시아계 이슬람 왕조인 사파르 토후국에게 정복당하였다. 마침내 튀르크계 가즈나 왕조가 쇠퇴하던 사파르 왕조를 멸망시키고, 튀르크 샤히의 잔재였던 힌두 샤히를 제압한 뒤에 인도로 침입해 들어갔다. 
때때로 튀르크 샤히의 영토는 자불리스탄과 간다라를 포함했으며, 그 중심지는 카불리스탄 일대였다.